# Castillo de Shibata
El castillo de Shibata (新発田城 Shibata-jō) fue un castillo japonés que se encontraba en Shibata, en la Prefectura de Niigata, Japón. Durante el periodo Edo, el castillo de Shibata fue la sede de los daimios del Dominio de Shibata. El castillo fue también conocido como "Ayame-jō" (菖蒲城 "el castillo del iris").

## Historia
La fecha de construcción del castillo de Shibata primitivo se desconoce, sin embargo el área circundante llevaba bajo control del clan Shibata desde principios del periodo Kamakura. Los Shibata fueron destruidos a principios del periodo Muromachi por las tropas de Uesugi Kagekatsu. En 1597, Toyotomi Hideyoshi reubicó al clan Uesugi a Aizu-Wakamatsu y asignó las tierras de Shibata a Mizoguchi Hidekatsu en 1598. La construcción de un nuevo castillo empezó inmediatamente, pero no se completó hasta la tercera generación de daimios del Dominio de Shibata (Mizobuchi Nobunao) en 1654. Gran parte del castillo fue destruida por un incendio en 1668 y reconstruida en 1679. La puerta principal, el Omotemon (表門), data de una reconstrucción de 1732.

### El castillo hoy
Tras la restauración Meiji y la subsiguiente abolición de los dominios medievales, el clan Mizobuchi entregó el castillo de Shibata al nuevo gobierno Meiji. En 1871 fue guarnecido por un destacamento del Ejército Imperial Japonés y, en 1873, la mayor parte de las estructuras fueron demolidas. En esa época tenía 11 torres de vigilancia (yagura) y cinco puertas; de todo ello sólo sobreviven hoy una puerta (el Omotemon) y una torre (la Sumi yagura (隅櫓). Ambos tienen la categoría de Propiedades Culturales Importantes (重要文化財, jūjōbunkazai). El muro de la parte exterior de la torre, construido en un estilo llamado Namako kabe (海鼠壁), es impermeable. La pared de piedra está hecha piedras labradas y apiladas regularmente, al estilo Kirikomihagi.
En 2004, la Tatsumi yagura (辰巳櫓) y la Sangai yagura (三階櫓) se reconstruyeron a partir de viejas fotografías y dibujos. En 2006, el castillo de Shibata fue incluido en la lista de los 100 mejores castillos de Japón por la Japan Castle Foundation.
La mayor parte del segundo recinto y del tercero están ocupadas por una base de la Fuerza Terrestre de Autodefensa de Japón y no está permitido su acceso al público.

## Galería

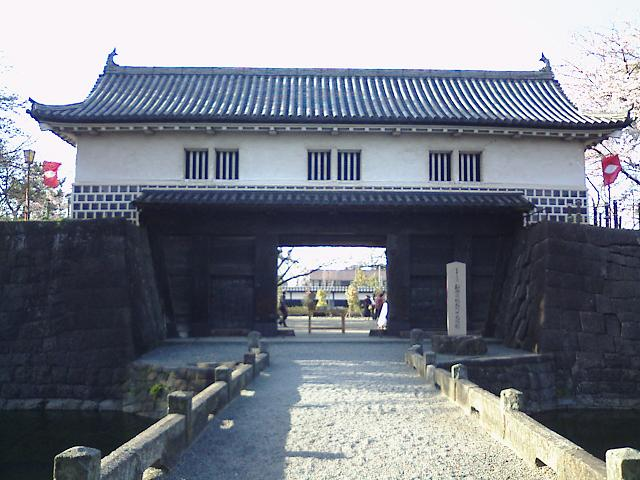
Puerta Omote-mon
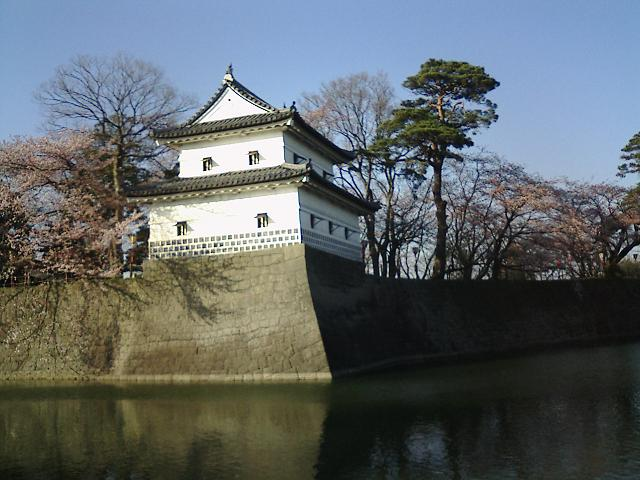
Torre esquinera del segundo recinto
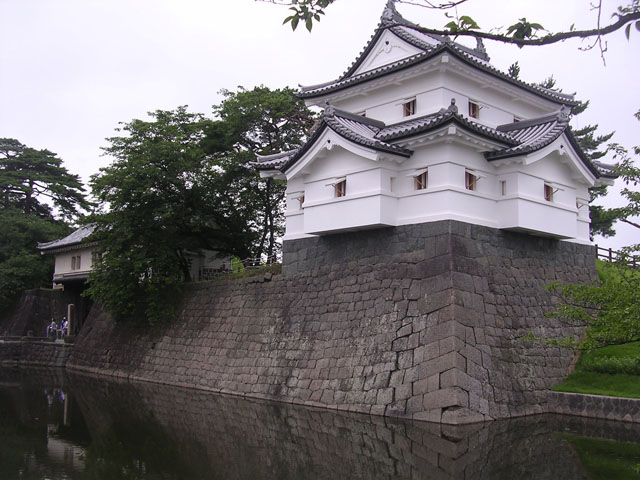
Tatsumi-yagura